# If You Love Me, Let Me Know
If You Love Me, Let Me Know è un album in studio della cantante australiana Olivia Newton-John, pubblicato nel 1974 solo negli Stati Uniti e in Canada. A parte la "title track", il disco contiene canzoni già inserite nei precedenti album dell'artista.

## Tracce
Side 1
1. If You Love Me, Let Me Know (John Rostill)
2. Mary Skeffington (Gerry Rafferty)
3. Country Girl (Alan Hawkshaw, Peter Gosling)
4. I Honestly Love You (Peter Allen, Jeff Barry)
5. Free the People (Barbara Keith)

Side 2
1. The River's Too Wide (Bob Morrison)
2. Home Ain't Home Anymore (John Farrar, Peter Robinson)
3. God Only Knows (Brian Wilson, Tony Asher)
4. Changes (Olivia Newton-John)
5. You Ain't Got the Right (Dennis Locorriere, Ray Sawyer, Ron Haffkine, Jay David)